# أحلام الفتى الطائر (مسلسل)
أحلام الفتى الطائر، مسلسل تليفزيوني مصري إنتاج سنة 1978. المسلسل تأليف وحيد حامد وإخراج محمد فاضل (مخرج) ومن بطولة عادل إمام وعمر الحريري وماجدة زكي ورجاء الجداوي وعبد الوارث عسر في شخصية الخياط العجوز الذي رعى الفتى إبراهيم في فترة من فترات حياته.

## أحداث المسلسل
تدور أحداث المسلسل حول إبراهيم الطاير (عادل إمام) الذي يخرج حديثاً من السجن، وهو سارق سابق ومعروف بأعماله الإجرامية وصعوبة وصول رجال الأمن إليه، يقوم إبراهيم بالاتفاق على صفقة تهريب أموال، حيث يسرق المبلغ (750 ألف جنيه) ويقوم بإخفائه ويتخفى في مستشفى الأمراض العقلية بمساعدة مدير المستشفى (محمود المليجي).
يتوفى مدير المستشفى ولا فرصة لإبراهيم للخروج من المستشفى بحسب اتفاقه مع مدير المستشفى، ويقوم بالهرب من المستشفى مع (عمر الحريري) ويتنقلون من مكان لأخر.
ينتقل إبراهيم من مكان لأخر بصحبة حسين هاربين من المباحث وأفراد العصابة.

## فريق العمل
- عادل إمام: في دور إبراهيم الطاير
- عمر الحريري : في دور المؤلف حسين
- جميل راتب في دور رئيس العصابة
- رجاء الجداوي في دور زوجة حسين
- نجاح الموجي
- صلاح منصور
- أمينة رزق
- رجاء حسين
- محمود المليجي
- سيد عبد الكريم
- صفية العمري
- سوسن بدر
- توفيق الدقن
- سعيد صالح
- هدى رمزي
- ماجدة زكي
- سعيد طرابيك
- زين العشماوي
- أحمد بدير
- نادية رفيق
- هانم محمد
- ميمي جمال
- عبد الوارث عسر
- علي الشريف
- عدلي كاسب
- حمدي سالم
- متولي علوان
- رأفت راجي
- حمدي شرف الدين
- محمد رفعت